# IC 2650
IC 2650 ist eine Spiralgalaxie vom Hubble-Typ S im Sternbild Löwe auf der Ekliptik. Sie ist schätzungsweise 899 Millionen Lichtjahre von der Milchstraße entfernt und hat einen Durchmesser von etwa 105.000 Lichtjahren. Die Galaxie zeichnet sich durch zwei auseinandergezogene Spiralarme aus.

Im selben Himmelsareal befinden sich u. a. die Galaxien IC 2657, IC 2661, IC 2666, IC 2695.
Entdeckt wurde das Objekt am 27. März 1906 von Max Wolf.